# 阿勒奈
阿勒奈（法語：Allenay，法語發音：[alnɛ]）是法国上法蘭西大區索姆省的一个市镇，属于阿布维尔区。

## 地理
阿勒奈（50°5'12"N, 1°29'28"E）面积2.18 平方千米，位于法国上法蘭西大區索姆省，该省份为法国北部沿海省份，北起加来海峡省和北部省，西接滨海塞纳省和大西洋英吉利海峡，南至瓦兹省，东临埃纳省。
与阿勒奈接壤的市镇（或旧市镇、城区）包括：瓦尼亚吕、滨海贝唐库尔、布尔瑟维尔、弗里欧库尔、圣康坦-拉莫特-克鲁瓦欧巴伊、蒂利。
阿勒奈的时区为UTC+01:00、UTC+02:00（夏令时）。

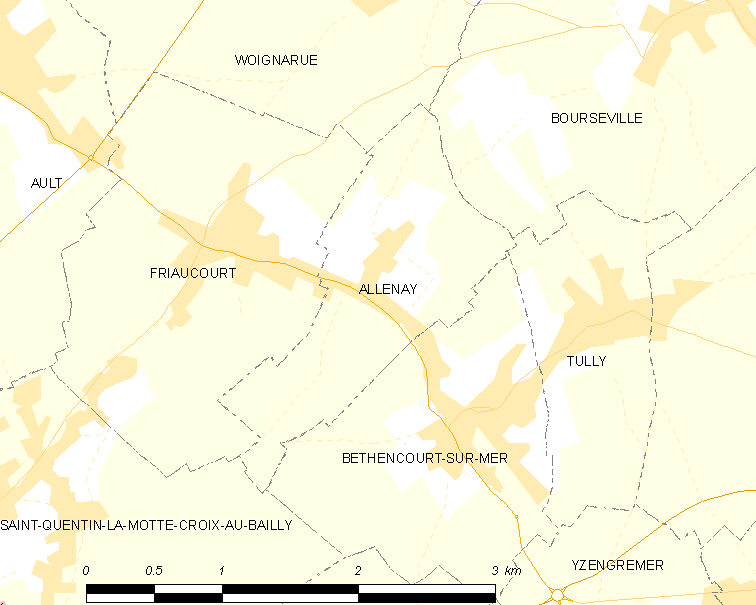
阿勒奈的OSM定位图

## 行政
阿勒奈的邮政编码为80130，INSEE市镇编码为80018。

## 政治
阿勒奈所属的省级选区为弗里维尔-埃斯卡博坦县。

## 人口

1962-2008年间阿勒奈人口变化图示

阿勒奈于2022年1月1日时的人口数量为252人。